# ČZ vz. 38
Pistole ČZ vz. 38 byla v pořadí třetí předválečnou československou armádní pistolí. Šlo o poloautomatickou pistoli ráže 9 mm Short (.380 ACP) s dynamickým závěrem a kohoutovým mechanismem, která se vyráběla v období 1939–1945.
Zbraň měla praktickou konstrukci založenou na patentu, který byl v letech 1929–1934 udělen konstruktéru Františku Myškovi a České zbrojovce. Tato konstrukce zajišťovala snadnou údržbu pistole, neboť se při rozborce rozložila pouze na tři části bez drobných součástek – hlaveň, tělo, jež tvořilo celek se závěrem, a zásobník. To je dodnes „celosvětově nejmenší počet celků vzniklých při rozborce vojenské samonabíjecí pistole“. Určitou nevýhodou byla poměrně tuhá spoušť, což do určité míry způsobovala geometrie výhradně dvojčinné spouště (DAO). Nicméně díky tomu nedocházelo v případě používání zbraně u jízdních jednotek k jejímu nechtěnému odpálení.
Přes určité nedostatky, dané též použitým střelivem (standardní československý vojenský pistolový náboj 9 mm vz. 22), měla pistole vz. 38 velmi pokrokovou konstrukci, jež „některými prvky předběhla svou dobu o dlouhou řadu let“, a osvědčila se jako velmi spolehlivá a odolná zbraň.

## Historie
Počátkem druhé poloviny 30. let přestávala stávající standardní armádní pistole vz. 24 vyhovovat soudobým vojenským požadavkům. V roce 1936 bylo proto rozhodnuto o vývoji nové zbraně, jímž Ministerstvo národní obrany pověřilo Českou zbrojovku ve Strakonicích. Vývoj zbraně dostal na starost šéfkonstruktér zbrojovky František Myška.
Koncem roku 1937 byla vyrobena série 25 zkušebních pistolí s označením vz. 37, jež byly odeslány k armádním testům, po nichž došlo k několika dílčím úpravám. Nakonec bylo objednáno 41 000 pistolí. Příprava sériové výroby probíhala prakticky v předvečer okupace ČSR, neboť doslova jen pár dní po jejím začátku přestalo Československo existovat jako suverénní stát. Nová pistole se tak do rukou československých vojáků již nedostala a veškeré vyrobené zbraně převzala německá okupační správa.
Pod označením Pistole 39 (t) (=tschechien) pak tyto pistole sloužily u záložních jednotek Wehrmachtu, používala je říšská pracovní služba Reichsarbeitdienst (RAD), Todtova organizace a pozemní personál Luftwaffe, pro nějž byla dodatečně vyrobena série 3000 kusů.